# Glipostena
Glipostena is een geslacht van kevers uit de familie spartelkevers (Mordellidae).
Het geslacht is voor het eerst wetenschappelijk beschreven in 1941 door Ermisch.

## Soorten
Het geslacht omvat de volgende soorten:
- Glipostena congoana Ermisch, 1952
- Glipostena dimorpha Franciscolo, 1999
- Glipostena hogsbacki Franciscolo, 1999
- Glipostena medleri Franciscolo, 1999
- Glipostena nemoralis Franciscolo, 1962
- Glipostena nigricans Franciscolo, 2000
- Glipostena pelecotomoidea (Píc, 1911)
- Glipostena sergeli Ermisch, 1942